# Vlag van Ferwerd

Vlag van Ferwerd

De vlag van Ferwerd is de dorpsvlag van het Nederlandse dorp Ferwerd, in de Friese gemeente Noardeast-Fryslân. De vlag werd in 2018 geregistreerd.

## Beschrijving
De beschrijving van de vlag is als volgt:
Een broeking van 1/5 vlaglengte, in drieën gedeeld van geel-rood-geel, het rood belegd met een zespuntige gele ster; een vlucht in drie banen blauw-geel-blauw.
De kleuren zijn afkomstig van het dorpswapen.

## Symboliek
- Verdeling in drie banen: duidt op de drie buurten van het dorp: Hege Buorren, Lytse Buorren en Nije Buorren.[1]
- Zespuntige ster: samen met de drie banen een verwijzing naar de vlag van Ferwerderadeel.[1]

## Zie ook

Wapen van Ferwerd